# North West England
North West England és una de les nou àrees administratives d'Anglaterra. Té una població de 7.052.000 habitants i està formada per cinc comtats: Cumbria, Lancashire, Gran Manchester, Merseyside i Cheshire.
North West England limita a l'oest amb el mar d'Irlanda i a l'est amb els Penins. La regió comença al nord amb la frontera amb Escòcia i acaba al sud amb les muntanyes de Gal·les. El pic més alt de North West England (i de tota Anglaterra) és l'Scafell amb una altitud de 978 metres.
Les ciutats més poblades de la regió són Liverpool i Manchester, que es troben al sud. El nord del territori és bàsicament rural.